# Ekondo-Titi
Ekondo-Titi est une ville de la zone côtière et une commune du Cameroun située dans la région du Sud-Ouest et le département du Ndian.

## Géographie
La localité est située sur la route nationale 16 à 56 km au sud du chef-lieu départemental Mudemba et à 109 km au nord-ouest du chef-lieu régional Buéa via Muyuka.
La commune s'étend sur le bassin de la rive droite du fleuve côtier la Meme à proximité de son embouchure.
| Kombo-Itindi | Mundemba    | Dikome-Balue |
| Kombo-Itindi | Ekondo-Titi | Konye        |
|              | Bamusso     | Mbonge       |

## Histoire
La commune est créée en 1977 lors du démembrement de la division du Ndian en quatre communes : Ekondo-Titi, Mundemba, Bamusso et Isangele.
Pendant la crise anglophone, la commune connaît plusieurs incidents. Le 24 novembre 2021, trois élèves et une enseignante sont tués et plusieurs personnes sont blessées dans l'attaque d'un lycée bilingue. L'attaque n'est pas revendiquée. Le 2 mars 2022, sept personnes, dont le sous-préfet, un maire et un responsable local du Rassemblement démocratique du peuple camerounais (RDPC), parti au pouvoir, sont tuées dans l'attaque de leur convoi par des hommes armés.

## Chefferie traditionnelle
L'arrondissement est le siège d'une chefferie traditionnelle de 2e degré reconnue par le ministère de l'administration du territoire et de la décentralisation :
- 882 : Chefferie Ekondo-Titi

## Population
Lors du recensement de 2005, la commune comptait 56 503 habitants, dont 15 370 pour Ekondo-Titi Ville. La population connaît une forte augmentation en raison du flux de migrants en provenance des régions du Nord-Ouest et du Sud-Ouest camerounais, ainsi que du Nigeria, attirés par les emplois directs et indirects des plantations de la Pamol. Le domaine de Lobé (Lobe Estate) implanté sur un secteur peu peuplé de population Barombi et Balondo est cependant proche des fortes densités de populations nigérianes.
| 1976   | 1985   | 1987   | 1998   | 2005   | 2010   |
| ------ | ------ | ------ | ------ | ------ | ------ |
| 21 112 | 25 806 | 38 246 | 42 246 | 56 503 | 60 000 |

## Structure administrative de la commune
Outre Ekondo-Titi proprement dit, la commune comprend les villages suivants  :
- Bafaka
- Bekatako
- Bisoro
- Doh
- Dora
- Ekwe
- Gana
- Gogoro
- Illor Balondo
- Ine Usim Kombo
- Kitta
- Kotto
- Kukundu
- Kumbe Balondo
- Kumbe Balue
- Lipenja
- Lobe
- Makobe
- Masore
- Metutu
- Mokono-Barombi
- Nalende
- Njima
- Nyanga
- Pondo Balue
- Rhumsa

## Enseignement
L'arrondissement d'Ekondo-Titi compte 11 établissements secondaires publics dont 4 lycées et 7 collèges, 10 sont anglophones et un bilingue.
- CES de Bongongo I
- CES de Funge-Balond
- CES de Kita Balue
- CES de Kumbe Balue
- CES de Lobe Estate
- CES de Lobe Town
- CETIC d'Ekondo Titi
- Lycée bilingue de Ekondo Titi
- Lycée de Bafaka Balue
- Lycée de Bekora-Barombi
- Lycée de Bisoro Balue

## Économie
Le domaine de Lobé (3 000 ha), palmeraie agro-industrielle des Pamol Plantations Plc (jadis détenu par le groupe britannique Unilever), emploie une importante main d’œuvre, il produit principalement de l'huile de palme et aussi du caoutchouc.